# Drogheda Park
Drogheda Park (in gaelico Páirc Dhroichead Átha) è uno stadio irlandese della Gaelic Athletic Association situato a Drogheda, nella contea di Louth. È stato adibito dalla Louth GAA ad ospitare i match casalinghi della sola franchigia di calcio gaelico della stessa contea e vanta una capienza di circa 7000 posti a sedere.